# Бивърхед
Окръг Бивърхед (на английски: Beaverhead County) е окръг в щата Монтана, Съединени американски щати. Площта му е 14 431 km², а населението - 9434 души (2017). Административен център е град Дилън.